# David Seymour

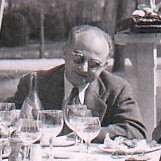
David Seymour

David Robert Seymour (* 20. November 1911 in Warschau als David Robert Szymin; † 10. November 1956 in El Qantara, Ägypten), auch unter seinem Pseudonym Chim bekannt, war ein polnischer Fotograf und Gründungsmitglied der Fotoagentur Magnum.

## Leben

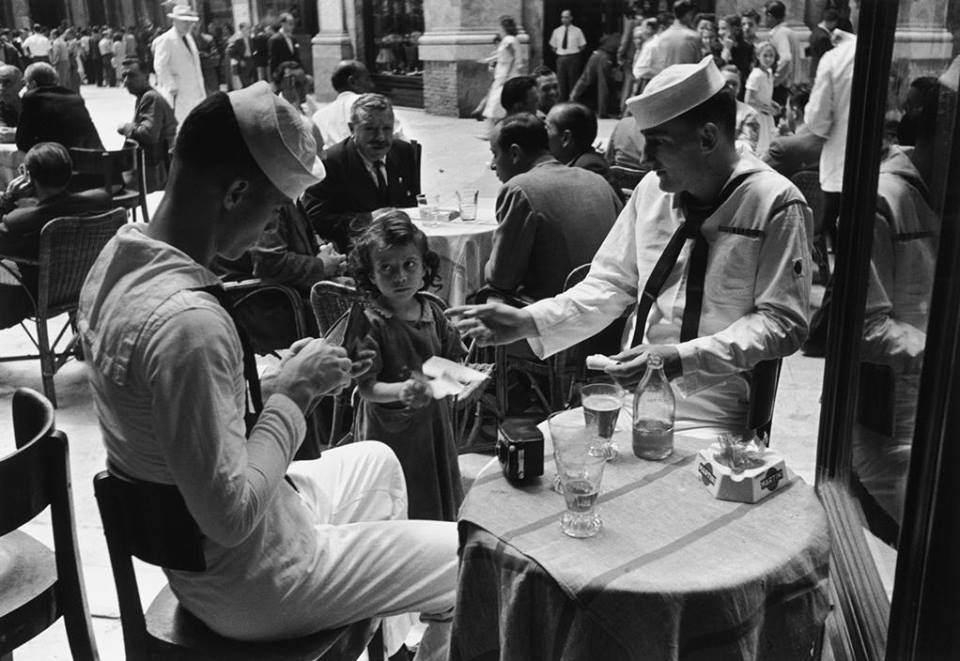
Neapel 1948, ein Mädchen muss in der Galleria Umberto geschmuggelte Zigaretten verkaufen

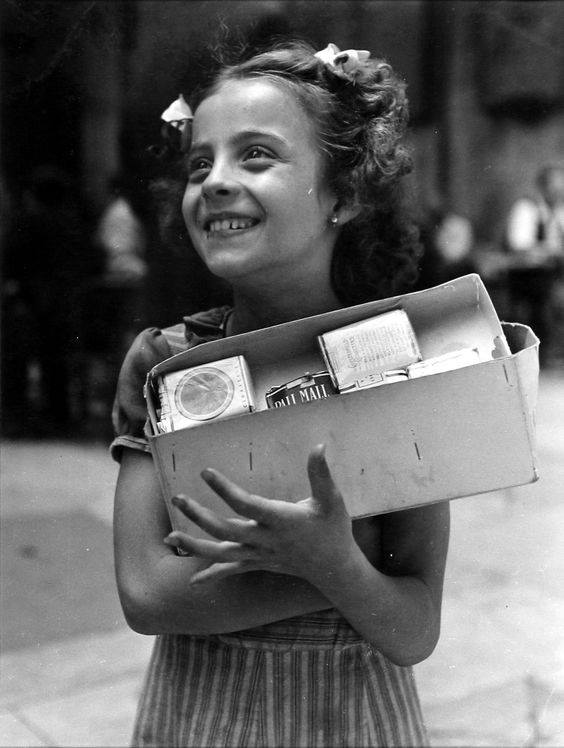
Zigarettenverkäuferin, Neapel 1948

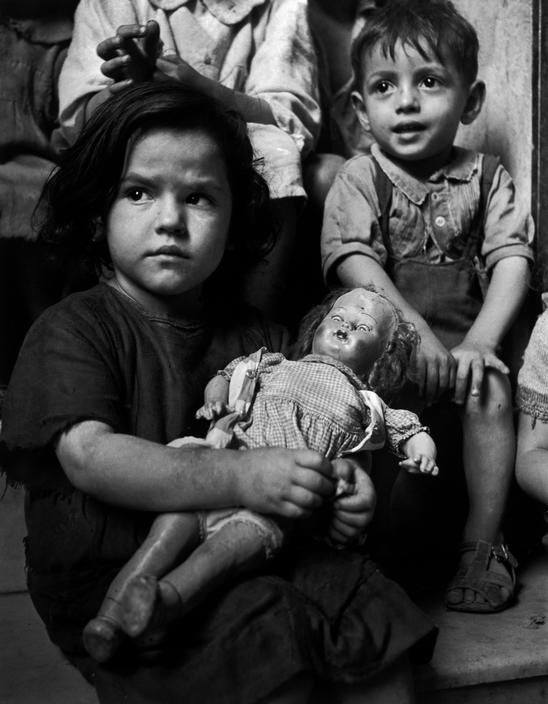
Kinder warten auf die Milchverteilung der Opera nazionale maternità e infanzia, Neapel 1948

David Seymour wuchs in Polen und Russland in einem intellektuellen Umfeld auf. Ab 1929 studierte er an der Akademie für Graphische Künste in Leipzig (heute Hochschule für Grafik und Buchkunst Leipzig) Kunst und Fotografie. 1931 ging er nach Paris, wo er 1933 seine Ausbildung an der Sorbonne abschloss. Er machte sich als Fotograf selbstständig und hatte ab 1934 regelmäßig Veröffentlichungen in Regards. Als engagierter Sozialist begleitete er die Politik des Front populaire.
In Paris lernte Seymour Robert Capa und Henri Cartier-Bresson kennen. Als überzeugter Antifaschist ging er 1936 nach Spanien und fotografierte die Schrecken des Bürgerkriegs.
1939 kehrte Seymour nach Paris zurück, bevor er mit der Sinaia nach Mexiko gelangte. Er ließ sich in New York nieder und diente der US-Armee im Zweiten Weltkrieg bis 1945 als Fotoaufklärer und Dolmetscher. Nach dem Krieg reiste er für die UNESCO nach Deutschland (Essen), Österreich, in die Tschechoslowakei, nach Polen, Italien (Neapel, Cisterna, Monte Cassino) und Griechenland, um die Auswirkungen des Krieges auf die Kinder zu dokumentieren. Er publizierte 1949 das dreisprachige Buch Children of Europe. Diese Veröffentlichung umfasste etwa 60 Seiten mit etwa 50 Bildern mit Kindern in Europa. Im Mittelpunkt standen Armut und Kinderarbeit.
1947 gründete Seymour zusammen mit Robert Capa, Cartier-Bresson und George Rodger die Fotoagentur Magnum Photos. Nach dem Tod von Robert Capa 1954 übernahm er deren Präsidentschaft. Seymour wurde, zusammen mit dem französischen Fotografen Jean Roy, während der Suezkrise von ägyptischen Soldaten beim Überqueren der Frontlinie erschossen, als er am 10. November 1956 über einen Gefangenenaustausch am Suezkanal berichten wollte.